# GIGA Musicbox
Die GIGA Musicbox war eine vorwiegend Musik enthaltende Sendung des in Köln ansässigen digitalen Spartensenders GIGA. Durch die Sendung führten mit kurzen Moderationen die verschiedenen Netzreporter des Senders. Das seit Beginn immer montags bis freitags vor und nach der Live-Sendung PLAY sendende Format ist die Nachfolgesendung des früheren Formats GIGA Party bei NBC Europe.

## Inhalte
Hauptbestandteil der Sendung waren aktuelle Musikvideos und Videoclips aller Musikgenres. Seit der Einführung dieser Sendung gab es in der einstündigen Variante um 15:00 Uhr ausschließlich Musikvideos zu sehen. In der zwei Stunden dauernden 18:00-Uhr-Sendung zeigte man während der Clips vereinzelt kurze Sequenzen aus den GIGA-Studios. Thematisiert wurden hierbei durch die Moderatoren beispielsweise Musikspiele auf einer Spielekonsole.

## Geschichte
In der Anfangsphase von GIGA Digital und auch GIGA wurde die Musicbox zudem auch auf einem morgendlichen Sendeplatz ausgestrahlt. Die Sendezeit betrug hier jeweils 06:00 Uhr bis 10:00 Uhr.
Jedoch wurde anstelle der GIGA Musicbox wenig später ein dreistündiges Format des digitalen Musiksenders Yavido übernommen. Alle Titel der Sendung sind zudem im Internet nachlesbar gewesen. Letztlich sollte im Herbst des Jahres 2006 eine Überarbeitung der Sendung und des Formats erfolgen mit eigener Moderation und Bauchbindeneinblendungen zu den Titeln, zu dieser kam es allerdings nicht mehr. Die Sendung wurde aufgrund eines Ausbaus des Programms bei GIGA zum 19. März 2007 eingestellt.